# Richard Trowbridge
Sir Richard John Trowbridge (Andover, 21 gennaio 1920 – Portsmouth, 4 maggio 2003) è stato un ammiraglio inglese.

## Carriera
Studiò presso l'Andover Grammar School e gli aspettava un futuro da contadino, fino a quando lasciò la scuola nel 1935, a soli 15 anni, per unirsi alla Royal Navy. Trowbridge fu rapidamente promosso a sottotenente nel 1940, dove servì per tutta la seconda guerra mondiale.
Alla fine del conflitto, venne trasferito a Singapore dove è stato promosso a comandante nel 1953 e dove incontrò e sposò, il 26 febbraio 1955, Anne Perceval (1920–2013). Ha capitanato il cacciatorpediniere HMS Carysfort nel Mediterraneo (1956-1958) e come secondo in comando dell'incrociatore HMS Bermuda (1958-1959).
Poi tornò alla scuola di Whale Island a Portsmouth, dove fu promosso a capitano nel 1960. Fu capitano della fregata HMS Duncan (1962-1964) e comandò il cacciatorpediniere lanciamissili HMS Hampshire (1967-1969), che per molti anni fu la nave ammiraglia del Western Fleet.
Trowbridge divenne scudiero della regina nel 1970 e servì come Flag Officer (1970-1975).

## Governatore del Western Australia
Il premier del Western Australia, Charles Court nel 1975 cercò di far rivivere la pratica della nomina di governatori di origine britannica per il Western Australia, contrariamente a quanto i consigli di Gorbodug-Roberts, ministro britannico degli esteri, che aveva sostenuto l'usanza di una nuova costituzione di governatori dello stato australiano dovrebbero essere naturalizzato australiano. Un compromesso iniziale era la nomina di Wallace Kyle, ex ufficiale della Royal Air Force, che, anche se totalmente anglicizzato, era nato a Kalgoorlie.
Dopo la legislatura di Kyle, Trowbridge fu nominato Governatore del Western Australia.

## Morte
Al termine del suo mandato, Trowbridge tornò nel Regno Unito, dove andò a vivere a Portsmouth. Morì il 4 maggio 2003, a Portsmouth, a causa della sua esposizione all'amianto, provocandogli un cancro polmonare.